# Херендешти (Тимиш)
Херендешти (рум. Herendești) насеље је у Румунији у округу Тимиш у општини Виктор Влад Деламарина. Oпштина се налази на надморској висини од 129 m.

## Прошлост
По "Румунској енциклопедији", место се први пут помиње 1650. године.
Аустријски царски ревизор Ерлер је 1774. године констатовао да место припада округу и дистрикту Лугож. Становништво је било претежно влашко.

## Становништво
Према подацима из 2002. године у насељу је живело 486 становника.

### Попис2002.
| Расподела становништва по националности 2002.‍ | Расподела становништва по националности 2002.‍ | Расподела становништва по националности 2002.‍ | Расподела становништва по националности 2002.‍ | Расподела становништва по националности 2002.‍ |
| --------------------------------------------- | --------------------------------------------- | --------------------------------------------- | --------------------------------------------- | --------------------------------------------- |
|                                               |                                               |                                               |                                               |                                               |
| Румуни                                        | Румуни                                        |                                               | 447                                           | 93,1%                                         |
| Украјинци                                     | Украјинци                                     |                                               | 33                                            | 6,9%                                          |